# André Delcroix
André Delcroix (Hoogstraten, 20 september 1953) is een Belgisch voormalig wielrenner.

## Carrière
Delcroix nam aan twee grote rondes deel maar reed zijn beste resultaat in de Ronde van Polen. Hij won de wedstrijd en werd daarmee de tweede Belg die de Ronde van Polen kon winnen. Verder won hij enkele kleinere wedstrijden doorheen heel België.

## Overwinningen
1970
- Wambeek, (nieuwelingen)

1973
- 5e etappe in de Ronde van de Provincie Namen

1974
- Kapelle-op-den-Bos
- Omloop Het Nieuwsblad voor Beloften & elite z/c
- 2e etappe in de Ronde van Polen
- Eindoverwinning Ronde van Polen

1975
- Kessel-Lier
- Tisselt
- Roeselare

1976
- Sint-Gillis-Waas
- 2e etappe GP Franco-Belge
- Aartrijke
- Mosselkoers-Houtem-Vilvoorde Ind.
- Nieuwmoer-Kalmthout
- Lessen-GP des Carrières

1977
- Mosselkoers-Houtem-Vilvoorde Ind.
- GP Beeckman-De Caluwé
- Tisselt
- Nieuwmoer-Kalmthout

1978
- Nieuwkerken-Waas

## Resultaten in de voornaamste wedstrijden
| Jaar | Ronde van Italië | Ronde van Frankrijk | Ronde van Spanje |
| ---- | ---------------- | ------------------- | ---------------- |
| 1974 |                  |                     |                  |
| 1975 |                  |                     | opgave           |
| 1976 |                  |                     |                  |
| 1977 |                  |                     |                  |
| 1978 |                  |                     | 58e              |

Wielerploegen van André Delcroix
Abelshausen ·
Aerts ·
Barras ·
Borguet ·
Bourguignon ·
Delcroix ·
Gilmore ·
Govaerts ·
Gysemans ·
Hermie ·
Hooyberghs ·
In 't Ven ·
Jacobs ·
van Katwijk ·
Laurens ·
Loysch ·
Naegels ·
Peeters ·
Planckaert ·
Renier ·
Reyniers ·
Steegmans ·
Stevens ·
Swerts ·
Van De Vijver ·
Van Der Linden ·
A. Van Linden ·
R. Van Linden ·
Verhaegen ·
Verreydt
Abelshausen ·
Aerts ·
Borguet ·
De Gendt ·
Delcroix ·
Gilmore ·
Govaerts ·
Gysemans ·
Hermans ·
In 't Ven ·
Jacobs ·
Laurens ·
Loysch ·
Naegels ·
L. Peeters ·
V. Peeters ·
Planckaert ·
Renier ·
Steegmans ·
Stevens ·
Swerts ·
Van De Vijver ·
Vantyghem ·
Verhaegen ·
Verreydt
David ·
De Bal ·
De Gendt ·
Delcroix ·
Godefroot ·
Govaerts ·
E. Gysemans ·
J. Gysemans ·
Jacobs ·
Laurens ·
Naegels ·
Opdebeeck ·
L. Peeters ·
W. Peeters ·
Pevenage ·
Renier ·
Schepmans ·
Stevens ·
Van Damme ·
Van De Vijver ·
Van der Stappen ·
Van Sweevelt ·
Verbeeck ·
Verstraeten ·
Vögele ·
Wright
De Bal ·
De Gendt ·
Delcroix ·
Didier ·
Godefroot ·
E. Gysemans ·
J. Gysemans ·
Hoste ·
Jacobs ·
Laurens ·
Leman ·
L. Peeters ·
W. Peeters ·
Pevenage ·
Renier ·
Van Damme ·
Van Roosbroeck ·
Van Schil ·
Vanspringel ·
Van Sweevelt ·
Verbeeck ·
Verlinden ·
Verstraeten ·
Wayenberg